# Gris acorazado
Gris acorazado (del inglés battleship grey o battleship gray) es una coloración gris de luminosidad media. En la franja superior del recuadro de la derecha se proporciona una muestra de este color de acuerdo con dos guías de colores estadounidenses (de 1930 y de 1950); los valores del color pueden verse más abajo.

## Historia y usos
El uso original del gris acorazado fue como color de pintura para buques de guerra; de allí su nombre. Ya en 1898, la mayoría de las naves de los Estados Unidos que participaron en la Guerra hispano-estadounidense iban pintadas de este color, puesto que se había observado que el gris proveía camuflaje para las naves en alta mar al hacerlas menos visibles en la distancia. Para la Primera Guerra Mundial, pintar los acorazados de gris ya era una práctica generalizada en varios países, aunque el tono de gris empleado variaba.
La adjetivación de color battleship grey o battleship gray parece haber sido común a los países anglófonos solamente, y por lo demás no ha designado siempre al mismo tono de gris: por ejemplo, al principio de la Primera Guerra Mundial, el «gris acorazado» de las naves de guerra británicas era muy oscuro, y durante el primer año del conflicto fue sustituido por un gris medio debido a la escasez de pigmentos oscuros.
En conflictos bélicos posteriores el gris acorazado siguió usándose, y eventualmente esta denominación de color pasó al uso civil.